# Религия в Воронеже
В 1682 году для борьбы с раскольниками по решению собора была образована Воронежская епархия. Её первым главой стал епископ Митрофан (1623—1703гг) в возрасте 58 лет. При нём началось строительство нового Благовещенского кафедрального собора из камня взамен старого, а также других каменных храмов. По распоряжению Петра I Митрофан перевёл Успенский монастырь в Алексеевский Акатов монастырь , а в 1702 году Покровский девичий монастырь — в место с названием Терновая поляна .
Деятельность Петра I вызвало недовольство жителей Воронежа. Поэтому Митрофан старался примирить людей с происходящим. Оказывал он поддержку и Петру I. На постройку кораблей епископ пожертвовал в Воронежское адмиралтейство 3000 рублей , за что был пожалован царской грамотой.
27 апреля (8 мая) 1700 года епископ Митрофан освятил в Успенской (Адмиралтейской) церкви  трёхцветный флаг с Андреевским крестом, один из первых утверждённых военно-морских флагов России, который был торжественно поднят на первом российском линейном корабле и первом корабле IV ранга по европейской классификации начала XVII века, созданном в России без участия иностранных специалистов . Корабль получил имя — Гото Предестинация (с лат. — «Божье Предопределение»).
Умер святитель Митрофан 23 ноября 1703 года. В 1832 году Митрофан был причислен Русской православной церкви к лику святых.
- К 1777 году в Воронеже было 77 каменных домов[9], 2050 деревянных домов, 17 каменных церквей, 3 монастыря, 13 салотопенных заводов, 13 суконных фабрик, 6 заводов (кожевенный, свечной, сахарный и др.)[10]

При советской власти в 1919 году мощи святителя Митрофана были вскрыты, все храмы Воронежа, кроме одного, Никольского, были осквернены, священники арестованы и расстреляны. В 1972 году при создании Воронежского водохранилища были утеряны остатки церкви Взыскания погибших середины XIX века , а Адмиралтейская церковь оказалась в подтопленном состоянии.
В 90-е годы XX века многие православные церкви были возвращены епархии. Была продолжена (а в некоторых случаях начата) их реставрация. 11 июня 1989 года в Воронеже был основано колокололитейное предприятие , на котором были отлиты копии 18  старинных колоколов Данилова монастыря, которые были доставлены в Гарвардский университет, а настоящие уникальные колокола были возвращены  из США 17 марта 2009 года в Свято-Даниловов монастырь .
В 2001 году была открыта Традиционная гимназия во имя свт. Митрофана Воронежского , единственное в Воронежской области бесплатное общеобразовательное учреждение без государственного финансирования. Построены и строятся много новых храмов. 
С 1998 года взамен утраченного возводится новый Благовещенский кафедральный собор , рядом с которым установлен памятник святителю Митрофану. С 4 декабря 2009 года в верхней части собора начались регулярные богослужения. 18 сентября 2011 года Святейший Патриарх Московский и всея Руси Кирилл возглавил Великое освящения Благовещенского кафедрального собора.
В Воронеже также действуют церкви евангельских христиан-баптистов, Еврейская община при Воронежской Синагоге и церковь евангелическо-лютеранского прихода святой Марии Магдалины , Римско-Католический приход Пресвятой Девы Марии Заступницы, Церковь "Божьей Славы" христиан веры евангельской. Есть несколько общин Церкви христиан адвентистов седьмого дня.
В настоящее время около 80% населения Воронежа и Воронежской области относит себя к православным христианам.